# Yixianosaurus longimanus
Lo yixianosauro (Yixianosaurus longimanus) è un dinosauro insettivoro o carnivoro, appartenente ai maniraptori. Visse nel Cretaceo inferiore (Barremiano/Aptiano, circa 120 milioni di anni fa). I suoi resti sono stati ritrovati in Cina. Era caratterizzato dall'insolito sviluppo delle zampe anteriori, dalle mani allungatissime.

## Descrizione
Questo dinosauro è conosciuto grazie a un singolo scheletro incompleto proveniente dalla ben nota formazione Yixian (da cui il nome del genere), comprendente cinto scapolare, zampe anteriori, l'impronta di alcune penne, alcune costole e costole ventrali (gastralia). La caratteristica più saliente di Yixianosaurus era l'estrema lunghezza della mano (da qui il nome specifico longimanus), lunga quasi una volta e mezzo l'omero. Il secondo dito, in particolare, era il più lungo, e tutte le dita portavano grandi artigli ricurvi. Le penne non sono conservate in modo così perfetto da consentire ai paleontologi di capirne la struttura, tuttavia assomigliano alle piume degli uccelli fossilizzatisi nello stesso giacimento. L'animale in vita doveva misurare circa un metro di lunghezza e pesare circa un chilogrammo.

## Classificazione
Descritto per la prima volta nel 2003, questo dinosauro è stato attribuito ai maniraptori, un grande gruppo di dinosauri teropodi che comprendono anche i dromeosauri, i troodontidi e gli uccelli. L'incompletezza dei resti fossili, tuttavia, non permette una classificazione più precisa, anche se la lunghezza delle mani richiama quella di un altro dinosauro cinese, Epidendrosaurus, della famiglia degli Scansoriopterygidae. Sembra tuttavia che le affinità tra le "mani" di questi dinosauri possano essere stati un esempio di convergenza adattativa. 

## Paleobiologia
Le grandi mani di Yixianosaurus potrebbero essere state utili per afferrare prede o per arrampicarsi sugli alberi. Il semplice tegumento costituito dalle penne non dovrebbe aver consentito a Yixianosaurus di volare, ma è possibile che si comportasse come i moderni galagoni, scimmie ragno o sifaka, che saltano da un albero all'altro utilizzando una sorta di patagio villoso. È possibile che anche un dromeosauride dotato di penne, Sinornithosaurus, si comportasse allo stesso modo. 